# Liste der größten Stauseen der Erde
Die Liste der größten Stauseen der Erde zeigt eine Auswahl der nach Fläche und Volumen größten Stauseen der Erde mit Angabe der Durchschnittstiefe, die sich aus Volumen geteilt durch Fläche errechnet.
Ein Stausee ist definiert als ein künstlich angelegter Wasserspeicher, der sich in einem Tal hinter einem Absperrbauwerk befindet. Absperrbauwerke können eine Talsperre, eine Staustufe oder ein Wehr sein.
In der Liste „Größte Stauseen der Erde“ sind nur Stauseen verzeichnet mit einer Fläche über 100 Quadratkilometer (km²) oder einem Volumen über 1 Kubikkilometer (km³).
Daher ist im Anschluss je eine Liste größter Stauseen in Deutschland, in Österreich und in der Schweiz angegeben, mit den nach Fläche und nach Volumen jeweils drei größten Stauseen.
Die in der Ausgangsansicht absteigend nach der Fläche sortierten Tabellen sind durch Klick auf die Symbole in den Spaltenüberschriften verschieden sortierbar. Der fettgedruckte Wert pro Spalte Fläche, Volumen und Tiefe kennzeichnet jeweils das Maximum.

## Größte Stauseen der Erde
In der folgenden Liste sind Stauseen mit einer Fläche über 100 km² oder einem Volumen über 1 km³ (= 1.000 Millionen m³) aufgeführt. Der Volta-Stausee ist dabei der flächengrößte Stausee, der nicht auf einem natürlichen See aufbaut.
| Stausee                                            | Fläche (max.) in km² | Volumen (max.) in Mio. m³ | Tiefe (Ø) in m | Staat/en                       | Erdteil     | Fließgewässer                    |
| -------------------------------------------------- | -------------------- | ------------------------- | -------------- | ------------------------------ | ----------- | -------------------------------- |
| Reservoir des Victoriasees                         | 068.870              | 204.800                   | 003,0          | Tansania, Uganda, Kenia        | Afrika      | Nil                              |
| Onegasee                                           | 009.950              | 017.500                   | 001,8          | Russland                       | Europa      | Swir                             |
| Volta-Stausee                                      | 008.482              | 153.000                   | 018,0          | Ghana                          | Afrika      | Volta                            |
| Kuibyschewer Stausee                               | 006.450              | 058.000                   | 009,0          | Russland                       | Europa      | Wolga                            |
| Smallwood Reservoir                                | 005.698              | 028.500                   | 005,0          | Kanada                         | Nordamerika | Churchill                        |
| Reindeer Lake (Whitesand Dam)                      | 005.658              | 017.900                   | 003,2          | Kanada                         | Nordamerika | Reindeer River/Churchill River   |
| Kariba-Talsperre                                   | 005.580              | 180.600                   | 032,4          | Simbabwe, Sambia               | Afrika      | Sambesi                          |
| Buchtarma-Stausee                                  | 005.490              | 049.800                   | 009,1          | Kasachstan                     | Asien       | Irtysch                          |
| Bratsker Stausee                                   | 005.426              | 169.270                   | 031,2          | Russland                       | Asien       | Angara                           |
| Nassersee (Assuan)                                 | 005.248              | 165.000                   | 031,4          | Ägypten, Sudan                 | Afrika      | Nil                              |
| Pine Portage                                       | 004.848              | 012.400                   | 002,6          | Kanada                         | Nordamerika | Nipigon                          |
| Rybinsker Stausee                                  | 004.580              | 025.400                   | 005,5          | Russland                       | Europa      | Wolga                            |
| Caniapiscau-Stausee                                | 004.318              | 053.790                   | 012,5          | Kanada                         | Nordamerika | Caniapiscau                      |
| Guri-Stausee                                       | 004.250              | 138.000                   | 032,5          | Venezuela                      | Südamerika  | Caroni                           |
| Sobradinho-Stausee                                 | 004.214              | 034.100                   | 008,1          | Brasilien                      | Südamerika  | São Francisco                    |
| Wolgograder Stausee                                | 003.117              | 031.500                   | 010,1          | Russland                       | Europa      | Wolga                            |
| Reservoir des Tanasees                             | 003.000              | 010.500                   | 003,0          | Äthiopien                      | Afrika      | Blauer Nil                       |
| Tucuruí-Stausee                                    | 002.875              | 045.800                   | 015,9          | Brasilien                      | Südamerika  | Tocantins                        |
| Réservoir Robert-Bourassa                          | 002.835              | 061.700                   | 021,8          | Kanada                         | Nordamerika | La Grande                        |
| Cahora-Bassa-Talsperre                             | 002.800              | 065.000                   | 023,2          | Mosambik                       | Afrika      | Sambesi                          |
| Zimljansker Stausee                                | 002.700              | 023.900                   | 008,9          | Russland                       | Europa      | Don                              |
| Nischnekamsker Stausee                             | 002.580              | 045.000                   | 017,4          | Russland                       | Europa      | Kama                             |
| Réservoir La Grande 3                              | 002.420              | 060.020                   | 023,7          | Kanada                         | Nordamerika | La Grande                        |
| Seja-Stausee                                       | 002.419              | 068.400                   | 028,3          | Russland                       | Asien       | Seja                             |
| Balbina-Stausee                                    | 002.360              | 017.540                   | 007,4          | Brasilien                      | Südamerika  | Rio Uatumã                       |
| Wiljui-Stausee                                     | 002.360              | 040.400                   | 017,1          | Russland                       | Asien       | Wiljui                           |
| Sanmenxia-Stausee                                  | 002.350              | 035.400                   | 015,1          | Volksrepublik China            | Asien       | Huang He                         |
| Bogutschanystausee                                 | 002.326              | 058.200                   | 025,0          | Russland                       | Asien       | Angara                           |
| Tscheboksarsker Stausee                            | 002.274              | 013.800                   | 006,1          | Russland                       | Europa      | Wolga                            |
| Krementschuker Stausee                             | 002.252              | 013.520                   | 006,0          | Ukraine                        | Europa      | Dnepr                            |
| Porto Primavera                                    | 002.250              | 020.000                   | 008,9          | Brasilien                      | Südamerika  | Paraná                           |
| Chantaikastausee                                   | 002.230              | 024.540                   | 011,0          | Russland                       | Asien       | Chantaika                        |
| Kachowkaer Stausee                                 | 002.155              | 018.200                   | 008,4          | Ukraine                        | Europa      | Dnepr                            |
| Krasnojarsker Stausee                              | 002.130              | 073.300                   | 034,4          | Russland                       | Asien       | Jenissei                         |
| Tharthar-See                                       | 002.000              | 072.800                   | 036,4          | Irak                           | Asien       | Tigris                           |
| Hongze-See                                         | 001.960              | 013.500                   | 006,9          | Volksrepublik China            | Asien       | Huai He                          |
| Réservoir Manicouagan                              | 001.942              | 141.852                   | 073,0          | Kanada                         | Nordamerika | Manicouagan                      |
| Kamastausee                                        | 001.915              | 012.200                   | 006,4          | Russland                       | Europa      | Kama                             |
| Kossoustausee                                      | 001.898              | 027.675                   | 014,6          | Elfenbeinküste                 | Afrika      | Weißer Bandama                   |
| Ust-Ilimsker Stausee                               | 001.873              | 059.300                   | 031,7          | Russland                       | Asien       | Angara                           |
| Razzaza-See                                        | 001.850              | 026.000                   | 014,1          | Irak                           | Asien       | Euphrat                          |
| Qapschaghai-Talsperre                              | 001.847              | 028.100                   | 015,2          | Kasachstan                     | Asien       | Ili                              |
| Saratower Stausee                                  | 001.831              | 012.900                   | 007,0          | Russland                       | Europa      | Wolga                            |
| Boa-Esperança-Stausee                              | 001.800              | 005.000                   | 002,8          | Brasilien                      | Südamerika  | Parnaíba                         |
| Serra da Mesa                                      | 001.784              | 054.400                   | 030,5          | Brasilien                      | Südamerika  | Tocantins                        |
| Williston Lake                                     | 001.761              | 070.309                   | 039,9          | Kanada                         | Nordamerika | Peace                            |
| Grand Ethiopian Renaissance (in Bau)               | 001.680              | 063.000                   | 037,5          | Äthiopien                      | Afrika      | Blauer Nil                       |
| Lake Powell                                        | 001.627              | 033.304                   | 020,5          | Vereinigte Staaten             | Nordamerika | Colorado                         |
| Yacyretá                                           | 001.600              | 021.000                   | 013,1          | Argentinien, Paraguay          | Südamerika  | Paraná                           |
| Gorkier Stausee                                    | 001.590              | 008.700                   | 005,5          | Russland                       | Europa      | Wolga                            |
| Gouin-Stausee                                      | 001.570              | 008.243                   | 005,3          | Kanada                         | Nordamerika | Saint-Maurice                    |
| Brokopondo-Stausee (Blommestein-See)               | 001.560              | 020.000                   | 012,8          | Suriname                       | Südamerika  | Suriname                         |
| Si Nakharin                                        | 001.534              | 017.745                   | 011,6          | Thailand                       | Asien       | Mae Nam Khwae Yai                |
| Lake Sakakawea (Garrison)                          | 001.489              | 028.000                   | 018,8          | Vereinigte Staaten             | Nordamerika | Missouri                         |
| Lake Oahe                                          | 001.453              | 028.776                   | 019,8          | Vereinigte Staaten             | Nordamerika | Missouri                         |
| Furnas-Stausee                                     | 001.440              | 022.950                   | 015,9          | Brasilien                      | Südamerika  | Grande                           |
| Itaipú                                             | 001.350              | 029.000                   | 021,5          | Brasilien, Paraguay            | Südamerika  | Paraná                           |
| Réservoir Laforge-1                                | 001.288              | 006.857                   | 005,3          | Kanada                         | Nordamerika | Laforge                          |
| Kainji-Stausee                                     | 001.243              | 015.000                   | 012,1          | Nigeria                        | Afrika      | Niger                            |
| Ilha Solteira                                      | 001.195              | 021.200                   | 017,7          | Brasilien                      | Südamerika  | Paraná                           |
| Rio-Negro-Stausee (Rincón del Bonete)              | 001.140              | 015.000                   | 013,2          | Uruguay                        | Südamerika  | Negro                            |
| Wotkinsker Stausee                                 | 001.120              | 009.400                   | 008,4          | Russland                       | Europa      | Kama                             |
| Drei-Schluchten-Talsperre                          | 001.085              | 039.300                   | 036,2          | Volksrepublik China            | Asien       | Jangtse                          |
| Nowosibirsker Stausee                              | 001.072              | 008.800                   | 008,2          | Russland                       | Asien       | Ob                               |
| Três-Marias-Stausee                                | 001.042              | 021.000                   | 020,2          | Brasilien                      | Südamerika  | São Francisco                    |
| Fort Peck Lake                                     | .000981              | 022.119                   | 022,5          | Vereinigte Staaten             | Nordamerika | Missouri                         |
| Réservoir Pipmuacan                                | .000978              | 013.900                   | 014,2          | Kanada                         | Nordamerika | Betsiamites                      |
| Zungeru                                            | .000974              | 027.100                   | 027,8          | Nigeria                        | Afrika      | Kaduna                           |
| Réservoir Opinaca                                  | .000947              | 003.395                   | 003,6          | Kanada                         | Nordamerika | Opinaca                          |
| Kiewer Stausee                                     | .000922              | 003.730                   | 004,0          | Ukraine                        | Europa      | Dnepr                            |
| Koyna-Talsperre                                    | .000892              | 002.797                   | 003,1          | Indien                         | Asien       | Koyna                            |
| Nechako Reservoir (Kenney-Damm)                    | .000890              | 032.700                   | 038,5          | Kanada                         | Nordamerika | Nechako                          |
| Kouilou (geplant)                                  | .000874              | 035.000                   | 040,0          | Republik Kongo                 | Afrika      | Kouilou                          |
| Atatürk-Stausee                                    | .000817              | 048.700                   | 059,6          | Türkei                         | Asien       | Euphrat                          |
| Tabqa-Stausee                                      | .000817              | 011.900                   | 014,6          | Syrien                         | Asien       | Euphrat                          |
| Garabi-Roncador (geplant)                          | .000810              | 033.580                   | 041,5          | Argentinien, Brasilien         | Südamerika  | Uruguay                          |
| Tres Irmaos                                        | .000785              | 013.800                   | 017,6          | Brasilien                      | Südamerika  | Tietê                            |
| Salto-Grande-Stausee                               | .000783              | 005.000                   | 006,4          | Argentinien, Uruguay           | Südamerika  | Uruguay                          |
| Itumbiara                                          | .000778              | 017.000                   | 021,9          | Brasilien                      | Südamerika  | Paranaíba                        |
| El Chocón                                          | .000763              | 020.200                   | 026,5          | Argentinien                    | Südamerika  | Limay                            |
| La Angostura                                       | .000760              | 018.200                   | 023,9          | Mexiko                         | Nordamerika | Grijalva                         |
| Jenpeg                                             | .000756              | 031.790                   | 010,2          | Kanada                         | Nordamerika | Nelson                           |
| El Infiernillo                                     | .000755              | 010.472                   | 013,9          | Mexiko                         | Nordamerika | Tepalcatepec und Balsas          |
| Toledo Bend Reservoir                              | .000749              | 006.291                   | 008,4          | Vereinigte Staaten             | Nordamerika | Sabine                           |
| Hirakud-Stausee                                    | .000746              | 008.100                   | 010,9          | Indien                         | Asien       | Mahanadi                         |
| Lake Argyle                                        | .000740              | 010.763                   | 014,5          | Australien                     | Australien  | Ord                              |
| Bureja-Talsperre                                   | .000740              | 020.940                   | 028,3          | Russland                       | Asien       | Bureja                           |
| Gandhi-Stausee                                     | .000723              | 007.322                   | 010,1          | Indien                         | Asien       | Chambal                          |
| São Simão                                          | .000722              | 012.700                   | 017,6          | Brasilien                      | Südamerika  | Paranaíba                        |
| Réservoir La Grande 4                              | .000707              | 019.400                   | 027,4          | Kanada                         | Nordamerika | La Grande                        |
| Bakun                                              | .000696              | 043.800                   | 062,9          | Malaysia                       | Asien       | Balui                            |
| Kaniwer Stausee                                    | .000675              | 002.620                   | 003,9          | Ukraine                        | Europa      | Dnepr                            |
| Keban                                              | .000675              | 030.600                   | 045,3          | Türkei                         | Asien       | Euphrat                          |
| Karnaphulistausee                                  | .000655              | 005.365                   | 008,2          | Bangladesch                    | Asien       | Karnaphuli                       |
| Réservoir aux Outardes 4                           | .000652              | 024.353                   | 040,2          | Kanada                         | Nordamerika | Rivière aux Outardes             |
| Agua-Vermelha-Stausee                              | .000647              | 011.100                   | 017,2          | Brasilien                      | Südamerika  | Grande                           |
| Lake Mead (Hoover Dam)                             | .000639              | 035.199                   | 055,1          | Vereinigte Staaten             | Nordamerika | Colorado                         |
| Sajano-Schuschensker Stausee                       | .000621              | 031.340                   | 050,5          | Russland                       | Asien       | Jenissei                         |
| Mingəçevir-Stausee                                 | .000605              | 016.100                   | 026,4          | Aserbaidschan                  | Asien       | Kura                             |
| Deji-Talsperre                                     | .0004,53             | .000195                   | 0043,0         | Taiwan                         | Asien       | Dajia                            |
| Kamjansker Stausee                                 | .000567              | 002.450                   | 004,3          | Ukraine                        | Europa      | Dnepr                            |
| Fengman                                            | .000550              | 011.460                   | 020,8          | Volksrepublik China            | Asien       | Songhua Jiang                    |
| Jupiá-Stausee                                      | .000544              | 003.680                   | 006,8          | Brasilien                      | Südamerika  | Paraná                           |
| Kairakkum-Stausee                                  | .000520              | 004.160                   | 008,0          | Tadschikistan                  | Asien       | Syrdarja                         |
| Ukai-Talsperre                                     | .000520              | 008.511                   | 016,4          | Indien                         | Asien       | Tapti                            |
| Belo Monte (in Bau)                                | .000516              | 003.958                   | 007,7          | Brasilien                      | Südamerika  | Xingu                            |
| Réservoir Cabonga                                  | .000484              | 001.565                   | 003,2          | Kanada                         | Nordamerika | Gatineau                         |
| Lake Francis Case                                  | .000479              | 007.771                   | 016,2          | Vereinigte Staaten             | Nordamerika | Missouri                         |
| Manantali-Stausee                                  | .000477              | 011.270                   | 023,6          | Mali                           | Afrika      | Bafing                           |
| Merowe                                             | .000476              | 012.500                   | 026,3          | Sudan                          | Afrika      | Nil                              |
| Govind-Ballabh-Pant-Stausee (Rihand)               | .000465              | 010.600                   | 022,8          | Indien                         | Asien       | Rihand                           |
| Sam Rayburn Reservoir                              | .000463              | 004.931                   | 010,7          | Vereinigte Staaten             | Nordamerika | Angelina                         |
| Xinfeng                                            | .000461              | 013.896                   | 030,1          | Volksrepublik China            | Asien       | Xinfeng                          |
| Bhumibol                                           | .000454              | 012.200                   | 026,9          | Thailand                       | Asien       | Mae Nam Ping                     |
| Emborcação                                         | .000446              | 017.500                   | 039,2          | Brasilien                      | Südamerika  | Paranaíba                        |
| Kolyma-Stausee                                     | .000441              | 014.600                   | 033,1          | Russland                       | Asien       | Kolyma                           |
| Son La                                             | .000440              | 003.100                   | 007,0          | Vietnam                        | Asien       | Schwarzer Fluss                  |
| Gardiner                                           | .000430              | 009.400                   | 021,9          | Kanada                         | Nordamerika | South Saskatchewan               |
| Mica                                               | .000430              | 024.670                   | 057,4          | Kanada                         | Nordamerika | Columbia                         |
| Gatúnsee                                           | .000422              | 005.200                   | 012,3          | Panama                         | Nordamerika | Río Chagres                      |
| Lokka-Stausee                                      | .000417              | 002.100                   | 005,0          | Finnland                       | Europa      | Luiro                            |
| Cerros Colorados (Loma de la Lata – Los Barreales) | .000413              | 027.700                   | 067,1          | Argentinien                    | Südamerika  | Neuquén                          |
| Saporischja-Stausee                                | .000410              | 001.100                   | 002,7          | Ukraine                        | Europa      | Dnepr                            |
| Khao Laem (Vajiralongkorn)                         | .000388              | 008.869                   | 022,9          | Thailand                       | Asien       | Mae Nam Khwae Yai                |
| Longyangxia                                        | .000383              | 027.630                   | 072,1          | Volksrepublik China            | Asien       | Huang He                         |
| Mossul                                             | .000371              | 012.500                   | 033,7          | Irak                           | Asien       | Tigris                           |
| Sardar-Sarovar-Talsperre                           | .000370              | 009.500                   | 025,7          | Indien                         | Asien       | Narmada                          |
| Kenyir                                             | .000369              | 013.600                   | 036,8          | Malaysia                       | Asien       | Kenyir                           |
| Mjøsa                                              | .000365              | 056.240                   | 154,0          | Norwegen                       | Europa      | Vorma (Abfluss)                  |
| Nezahualcóyotl (Stausee) (Malpaso)                 | .000360              | 012.960                   | 036,0          | Mexiko                         | Nordamerika | Río Grijalva                     |
| Casa-de-Piedra-Stausee                             | .000360              | 004.000                   | 011,1          | Argentinien                    | Südamerika  | Colorado                         |
| Açude Oros                                         | .000350              | 002.100                   | 006,0          | Brasilien                      | Südamerika  | Jaguaribe                        |
| Fort Randall                                       | .000346              | 005.700                   | 016,5          | Vereinigte Staaten             | Nordamerika | Missouri                         |
| Agus IV                                            | .000340              | 024.602                   | 072,4          | Philippinen                    | Asien       | Agus                             |
| Lake of the Ozarks (Bagnell / Osage)               | .000337              | 002.377                   | 007,1          | Vereinigte Staaten             | Nordamerika | Osage                            |
| Franklin D. Roosevelt Lake (Grand Coulee)          | .000337              | 011.595                   | 034,4          | Vereinigte Staaten             | Nordamerika | Columbia                         |
| Réservoir Baskatong (Barrage Mercier)              | .000329              | 002.065                   | 006,3          | Kanada                         | Nordamerika | Rivière Gatineau                 |
| Iwankowoer Stausee                                 | .000327              | 001.120                   | 003,4          | Russland                       | Europa      | Wolga                            |
| Nuozhadu                                           | .000320              | 021.749                   | 068,0          | Volksrepublik China            | Asien       | Nanpanjiang                      |
| Vaal-Stausee                                       | .000320              | 002.500                   | 007,8          | Südafrika                      | Afrika      | Vaal                             |
| Ilisu                                              | .000313              | 010.400                   | 033,2          | Türkei                         | Asien       | Tigris                           |
| Petit-Saut-Staudamm                                | .000310              | 003.500                   | 012,0          | Französisch-Guayana            | Südamerika  | Sinnamary                        |
| Piedra del Águila                                  | .000305              | 012.600                   | 041,3          | Argentinien                    | Südamerika  | Limay                            |
| Roseires-Stausee                                   | .000290              | 003.024                   | 010,4          | Sudan                          | Afrika      | Blauer Nil                       |
| Nagarjuna Sagar                                    | .000285              | 011.561                   | 040,6          | Indien                         | Asien       | Krishna                          |
| Toktogul-Stausee                                   | .000284              | 019.500                   | 068,7          | Kirgisistan                    | Asien       | Naryn                            |
| Lake Gordon                                        | .000281              | 012.444                   | 044,3          | Australien                     | Australien  | Gordon                           |
| Supung (Shuifeng)                                  | .000274              | 014.700                   | 053,6          | Volksrepublik China, Nordkorea | Asien       | Yalu                             |
| Mangla                                             | .000256              | 007.252                   | 028,3          | Pakistan                       | Asien       | Jhelam                           |
| Tarbela-Stausee                                    | .000254              | 013.690                   | 053,9          | Pakistan                       | Asien       | Indus                            |
| Djerdapsee am Eisernen Tor                         | .000253              | 002.400                   | 009,5          | Serbien, Rumänien              | Europa      | Donau                            |
| Réservoir de la Sainte-Marguerite-3                | .000253              | 003.272                   | 012,9          | Kanada                         | Nordamerika | Marguerite                       |
| Alqueva-Stausee                                    | .000250              | 004.150                   | 016,6          | Portugal, Spanien              | Europa      | Guadiana                         |
| Sirikit                                            | .000250              | 010.550                   | 042,2          | Thailand                       | Asien       | Mae Nam Nan                      |
| Uglitscher Stausee                                 | .000249              | 001.200                   | 004,8          | Russland                       | Europa      | Wolga                            |
| Akkajaure                                          | .000242              | 004.650                   | 030,0          | Schweden                       | Europa      | Lule älv                         |
| Réservoir Laforge-2                                | .000240              | 003.870                   | 016,1          | Kanada                         | Nordamerika | Laforge                          |
| Réservoir Manic 3                                  | .000207              | 014.700                   | 071,0          | Kanada                         | Nordamerika | Manicouagan                      |
| Lac Sainte-Anne                                    | .000235              | 003.870                   | 016,5          | Kanada                         | Nordamerika | Toulnustouc                      |
| Truman Reservoir                                   | .000227              | 006.398                   | 007,6          | Vereinigte Staaten             | Nordamerika | Osage                            |
| Volta-Grande-Stausee                               | .000221              | 002.268                   | 010,2          | Brasilien                      | Südamerika  | Grande                           |
| Røssvatnet                                         | .000218              | 014.800                   | 067,8          | Norwegen                       | Europa      | Røssåga (Abfluss)                |
| Lake Hume                                          | .000202              | 003.038                   | 015,0          | Australien                     | Australien  | Murray                           |
| Gilgel Gibe III                                    | .000200              | 014.500                   | 072,5          | Äthiopien                      | Afrika      | Omo                              |
| Xiaowan-Talsperre                                  | .000190              | 015.100                   | 079,5          | Volksrepublik China            | Asien       | Mekong                           |
| Itaparica                                          | .000180              | 012.800                   | 071,1          | Brasilien                      | Südamerika  | São Francisco                    |
| Lake Pukaki                                        | .000174              | 006.300                   | 036,2          | Neuseeland                     | Australien  | Tasman                           |
| Tianshengqiao                                      | .000173,7            | 010.257                   | 061,0          | Volksrepublik China            | Asien       | Nanpanjiang                      |
| Karche-Talsperre                                   | .000162              | 005.900                   | 036,4          | Iran                           | Asien       | Karche                           |
| Dnister-Stausee                                    | .000142              | 003.000                   | 021,1          | Ukraine                        | Europa      | Dnjestr                          |
| La Serena-Stausee                                  | .000139              | 003.219                   | 023,2          | Spanien                        | Europa      | Guadiana                         |
| Lake Eildon                                        | .000138              | 003.390                   | 024,6          | Australien                     | Australien  | Goulburn                         |
| Almendra-Stausee                                   | .000137              | 002.649                   | 019,3          | Spanien                        | Europa      | Tormes                           |
| Oskilsker Stausee                                  | .000122              | 001.210                   | 003,9          | Ukraine                        | Europa      | Oskol                            |
| Shasta-Talsperre                                   | .000119              | 005.610                   | 047,1          | Vereinigte Staaten             | Nordamerika | Sacramento                       |
| Altınkaya-Talsperre                                | .000118              | 005.763                   | 048,8          | Türkei                         | Asien       | Kızılırmak                       |
| Nurek                                              | .000106              | 010.500                   | 099,1          | Tadschikistan                  | Asien       | Wachsch                          |
| Alcántara-Stausee                                  | .000104              | 003.162                   | 030,4          | Spanien                        | Europa      | Tajo                             |
| Dartmouth-Stausee                                  | 0.00097              | 003.906                   | 040,3          | Australien                     | Australien  | Mitta Mitta                      |
| Kremasta-Stausee                                   | 0.00092              | 004.750                   | 051,6          | Griechenland                   | Europa      | Acheloos                         |
| Blåsjø                                             | 0.00084,5            | 003.100                   | 036,7          | Norwegen                       | Europa      | Pøyleåa, Hovassåni, Vassdalselvi |
| Altevatnet                                         | 0.00079,7            | 001.027                   | 012,2          | Norwegen                       | Europa      | Barduelva (Abfluss)              |
| Møsvatnet                                          | 0.00078,3            | 001.570                   | 020,0          | Norwegen                       | Europa      | Måna (Abfluss)                   |
| Windamere-Stausee                                  | 0.00075              | 002.000                   | 026,7          | Australien                     | Australien  | Warragamba                       |
| Fierza-Stausee                                     | 0.00073              | 002.700                   | 037,2          | Albanien                       | Europa      | Drin                             |
| Aliakmonos-Stausee                                 | 0.00071              | 002.244                   | 031,6          | Griechenland                   | Europa      | Aliakmonas                       |
| Alicurá                                            | 0.00067,5            | 003.270                   | 048,4          | Argentinien                    | Südamerika  | Limay                            |
| Xingó                                              | 0.00060              | 003.800                   | 063,3          | Brasilien                      | Südamerika  | São Francisco                    |
| Hálslón                                            | 0.00057              | 002.100                   | 036,8          | Island                         | Europa      | Jökulsá á Dal                    |
| Storglomvatn                                       | 0.00047,3            | 003.506                   | 074,1          | Norwegen                       | Europa      | Storglomm                        |
| Vatnedalsvatn                                      | 0.00014,4            | 001.150                   | 079,9          | Norwegen                       | Europa      | Otra (Abfluss)                   |
| Chapetón                                           | ?                    | 060.600                   | ?              | Argentinien                    | Südamerika  | Paraná                           |
| Irkutsker Stausee                                  | ?                    | 045.800                   | ?              | Russland                       | Asien       | Angara                           |
| Pati                                               | ?                    | 038.000                   | ?              | Argentinien                    | Südamerika  | Paraná                           |
| Balambano                                          | ?                    | 031.500                   | ?              | Indonesien                     | Asien       | Larona                           |
| Iroquois-Stausee                                   | ?                    | 030.000                   | ?              | Vereinigte Staaten, Kanada     | Nordamerika | Sankt-Lorenz-Strom               |
| Longtan                                            | ?                    | 027.280                   | ?              | Volksrepublik China            | Asien       | Hongshui He                      |
| Xinanjiang                                         | ?                    | 021.600                   | ?              | Volksrepublik China            | Asien       | Xinanjiang                       |
| Danjiangkou                                        | ?                    | 020.900                   | ?              | Volksrepublik China            | Asien       | Hanjiang                         |
| Kabalebo (gepl.)                                   | ?                    | 019.000                   | ?              | Suriname                       | Südamerika  | Kabalebo                         |
| Baihetan                                           | ?                    | 018.800                   | ?              | Volksrepublik China            | Asien       | Jinsha Jiang                     |
| Xiluodu                                            | ?                    | 012.900                   | ?              | Volksrepublik China            | Asien       | Jinsha Jiang                     |
| Xiaolangdi                                         | ?                    | 012.650                   | ?              | Volksrepublik China            | Asien       | Gelber Fluss                     |
| Daliushu                                           | ?                    | 011.408                   | ?              | Volksrepublik China            | Asien       | Huang He                         |
| Chunju-Stausee                                     | ?                    | 002.750                   | ?              | Südkorea                       | Asien       | ?                                |
| Wujiangdu                                          | ?                    | 002.140                   | ?              | Volksrepublik China            | Asien       | Wujiang                          |

## Größte Stauseen in Deutschland
In dieser Liste sind die nach Fläche und nach Volumen jeweils drei größten Stauseen in  Deutschland gemeinsam aufgeführt − sie enthält insgesamt nur fünf Stauseen, da der Edersee beide Kriterien erfüllt:
| Stausee           | Fläche (max.) in km² | Volumen (max.) in Mio. m³ | Tiefe (Ø) in m | Land                | Fließgewässer |
| ----------------- | -------------------- | ------------------------- | -------------- | ------------------- | ------------- |
| Forggensee        | 00015,2              | 000165                    | 010,3          | Bayern              | Lech          |
| Edersee           | 00011,8              | 000199,3                  | 016,4          | Hessen              | Eder          |
| Möhnetalsperre    | 00010,37             | 000134,5                  | 013            | Nordrhein-Westfalen | Möhne         |
| Bleilochtalsperre | 00009,2              | 000215                    | 023,4          | Thüringen           | Saale         |
| Rurtalsperre      | 00007,83             | 000202,6                  | 025,9          | Nordrhein-Westfalen | Rur           |

## Größte Stauseen in Österreich
In dieser Liste sind die nach Fläche und nach Volumen jeweils drei größten Stauseen in  Österreich gemeinsam aufgeführt − sie enthält insgesamt sechs Stauseen:
| Stausee                        | Fläche (max.) in km² | Volumen (max.) in Mio. m³ | Tiefe (Ø) in m | Land             | Fließgewässer              |
| ------------------------------ | -------------------- | ------------------------- | -------------- | ---------------- | -------------------------- |
| Stauraum Altenwörth            | 00011                | 000093                    | 008,5          | Niederösterreich | Donau                      |
| Stauraum Aschach               | 00010,5              | 000114                    | 015,3          | Oberösterreich   | Donau                      |
| Stauraum Abwinden-Asten        | 00009,5              | 000048                    | 005,1          | Oberösterreich   | Donau                      |
| Stauraum Wallsee-Mitterkirchen | 00007,8              | 000052,5                  | 006,7          | Oberösterreich   | Donau                      |
| Gepatschspeicher               | 00002,6              | 000140                    | 053,8          | Tirol            | diverse Gebirgsbäche       |
| Kölnbreinspeicher              | 00002,55             | 000200                    | 078,4          | Kärnten          | Bäche, Malta, Obere Lieser |
| Schlegeisspeicher              | 00002,2              | 000129                    | 058,6          | Tirol            | diverse Gebirgsbäche       |

## Größte Stauseen in der Schweiz
In dieser Liste sind die nach Fläche und nach Volumen jeweils drei größten Stauseen in der  Schweiz gemeinsam aufgeführt − sie enthält insgesamt nur fünf Stauseen, da der Greyerzersee beide Kriterien erfüllt:
| Stausee                          | Fläche (max.) in km² | Volumen (max.) in Mio. m³ | Tiefe (Ø) in m | Kanton   | Fließgewässer        |
| -------------------------------- | -------------------- | ------------------------- | -------------- | -------- | -------------------- |
| Sihlsee                          | 00010,72             | 000097                    | 008,9          | Schwyz   | Sihl                 |
| Greyerzersee (Lac de la Gruyère) | 00009,6              | 000220                    | 022,9          | Freiburg | Saane                |
| Lac de Joux/Brenet               | 00008,77             | 000149                    | 015,6          | Waadt    | Orbe                 |
| Lac des Dix                      | 00003,65             | 000401                    | 109,9          | Wallis   | diverse Gebirgsbäche |
| Lac d’Emosson                    | 00003,27             | 000227                    | 069,4          | Wallis   | diverse Gebirgsbäche |